# Ana Milović
Ana Milović (* 31. Juli 2001) ist eine slowenische Fußballspielerin auf der Position einer Stürmerin.

## Vereinskarriere

### ŽNK Radomlje
Ana Milović wurde am 31. Juli 2001 geboren und stammt aus Kamnik, etwas nördlich von Radomlje und wiederum rund eine halbe Autostunde vom Zentrum von Ljubljana entfernt. Neben dem Fußballsport trat sie in ihrer Jugend auch als Leichtathletin beim AD Kamnik in Erscheinung. Als Leichtathletin war sie auch in den slowenischen Nationalauswahlen aktiv. In der Saison 2015/16 kam sie sowohl für die U-15- als auch für die U-17-Mannschaft des ŽNK Radomlje zu regelmäßigen Einsätzen. Während sie zusammen mit ihrer Teamkollegin Nina Sofia McQuarrie mit jeweils 21 Treffern Torschützenkönigin der Liga Deklice U15 Zahod wurde und mit der Mannschaft den Meistertitel feiern konnte, erzielte die 14-Jährige mit der U-17-Mannschaft bei 17 Meisterschaftseinsätzen 22 Torerfolge und dabei den vierten Platz der ligaweiten Torschützenliste. Hinter ihrer Teamkollegin Zala Vindišar (24 Tore) war sie die zweiterfolgreichste Torschützin ihres Teams in dieser Saison. Im Endklassement rangierte die U-17-Mannschaft mit einem Punkt Rückstand auf Vizemeister NK Fužinar und zwei Punkten Rückstand auf Meister ŽNK Pomurje Beltinci auf dem dritten Tabellenplatz. In der Spielzeit 2016/17 gelang ihr in der Liga Deklice U17 Zahod jedoch ein individueller Erfolg, als sie mit 41 erzielten Toren aus 16 Meisterschaftsspielen Torschützenkönigin wurde. Mit dem Team kam sie im Endklassement abermals nicht über einen dritten Tabellenrang hinaus. Ähnlich verlief für sie auch die nachfolgende Spielzeit 2017/18, in der sie es mit dem U-17-Kader abermals nicht über den dritten Platz hinaus brachte. Mit ihren 29 Treffern, die sie in dieser Saison bei lediglich 13 Einsätzen besteuerte, wurde sie hinter Eva Potočnik von Fužinar (42 Tore) Zweite in der ligaweiten Torschützenliste.
Am 25. April 2017 gab die damals 15-Jährige ihr Pflichtspieldebüt in der Frauenmannschaft des Klubs, als sie beim 10:0-Kantersieg im Pokalhalbfinale gegen den ŽNK Cerklje über die kompletten 90 Minuten durchspielte und dabei zwei Treffer beisteuerte. Nachdem sie im rund einen Monat später ausgetragenen Finale gegen den ŽNK Pomurje Beltinci abermals als Stammkraft am Platz stand, bei der 1:3-Niederlage ihrer Mannschaft jedoch selbst ohne Torerfolg blieb, debütierte sie am 24. September 2017 beim Spiel der vierten Meisterschaftsrunde gegen den ŽNK Olimpija Ljubljana, das Radomlje mit 2:0 gewann. Insgesamt brachte es Milović in der Saison 2017/18 auf sieben Einsätze in der höchsten Frauenfußballliga Sloweniens und kam dabei auf einen Treffer, den sie im Mai 2018 bei einem 3:1-Auswärtssieg über den ŽNK Ankaran erzielte. Im Endklassement rangierte sie mit der Mannschaft – punktegleich mit dem Zweitplatzierten aus Beltinci – auf dem dritten Tabellenplatz.

### ŽNK Olimpija Ljubljana
In der Sommerpause wechselte Milović noch etwas südlicher in die Hauptstadt Sloweniens, wo sie sich dem ŽNK Olimpija Ljubljana anschloss. Bereits in der ersten Spielzeit beim neuen Klub hatte sie den Durchbruch geschafft, wurde mit Olimpija Ljubljana Vizemeister der Slovenska Ženska Nogometna Liga und hatte es dabei auf 35 Tore bei 21 Meisterschaftseinsätzen gebracht. Hinter Špela Kolbl vom ŽNK Pomurje Beltinci, die es in dieser Saison auf 46 Treffer gebracht hatte, rangierte Milović auf dem zweiten Platz der Torschützenliste. Hinzu kamen auch noch zwei Spiele und ein Tor im slowenischen Fußballpokal der Frauen 2018/19, in der sie mit der Mannschaft im Halbfinale gegen den späteren Pokalsieger aus Beltinci ausschied. In der von der COVID-19-Pandemie geprägten Meisterschaft 2019/20 schaffte es die junge Angriffsspielerin bis zur Winterpause auf 29 Tore bei zwölf Einsätzen und hatte bis zur endgültigen Einstellung des Spielbetriebs im Mai 2020 die meisten Tore in dieser Saison erzielt. Mit ihrem Team rangierte sie am Ende abermals auf dem zweiten Platz. Im slowenischen Fußballpokal, der nach dem Viertelfinale abgebrochen wurde, kam sie ebenfalls zum Einsatz.
Ähnlich erfolgreich verlief die nachfolgende Spielzeit 2020/21, in der sie es auf 13 von 18 möglich gewesene Ligaeinsätze brachte und dabei auf eine Torbilanz von 32 Treffern kam. Zusammen mit Nina Kajzba und Kaja Korošec (beide ŽNK Pomurje Beltinci), die es auf ebenso viele Tore gebracht hatten, rangierte sie auf dem ersten Rang in der diesjährigen Torschützenliste der Slovenska Ženska Nogometna Liga. Abermals reichte es knapp nicht für den Meistertitel; am Ende lag man mit drei Punkten Rückstand auf Pomurje Beltinci ein weiteres Mal auf dem zweiten Tabellenrang. Erstmals in ihrer Karriere gewann sie mit dem Team den slowenischen Fußballpokal der Frauen – nach einem Finalsieg im Elfmeterschießen über den ŽNK Pomurje Beltinci – und war dabei mit zwei Einsätzen und einem Tor nicht unwesentlich am Erfolg ihrer Mannschaft beteiligt. Eine der herausragendsten Spielzeiten absolvierte Milović 2021/22, als sie mit 66 Toren bei 19 Meisterschaftseinsätzen einen neuen Rekord im slowenischen Frauenfußball aufstellte. Bisherige Rekordtorschützin war die später viele Jahre in Österreich spielende Mateja Zver, die es in der Saison 2006/07 auf 61 Ligatore in einer Saison gebracht hatte. Bereits zu dieser Zeit galt Milović als die erfolgreichste Torschützin in der Geschichte des seit 2015 bestehenden ŽNK Olimpija Ljubljana und wurde von zahlreichen namhaften europäischen Klubs aus Italien, den Niederlanden oder Belgien umworben. In der Meisterschaft scheiterte sie mit ihrer Mannschaft nur sehr knapp am Rekordmeister aus Beltinci. Am Ende hatten beide Mannschaften 58 Punkte erreicht und der Hauptstadtklub mit einer Tordifferenz von +176 auch mehr Treffer erzielt als der ŽNK Pomurje Beltinci (+160 Tore), jedoch entschied Pomurje Beltinci das direkte Duell knapp für sich und wurde so slowenischer Fußballmeister. Mit ihrem Verein konnte die 20-jährige Stürmerin in der Spielzeit 2021/22 zumindest den Titel im slowenischen Fußballpokal verteidigen und gewann das Finalspiel im Mai 2022 gegen den Stadtrivalen ŽNK Ljubljana mit 1:0. Milović selbst war während des Pokalwettbewerbs in allen drei Spielen ihrer Mannschaft im Einsatz gewesen und hatte das entscheidende Tor im Finale erzielt.
Im Laufe der Saison 2022/23 löste sie Manja Rogan als Mannschaftskapitänin bei Olimpija Ljubljana ab. Rogan hatte bis zum torreichen 32:0-Sieg über den NK Krim, bei dem nur acht gegnerische Feldspielerinnen am Platz standen und bei dem Milović elf Tore erzielt hatte, die Kapitänsbinde getragen. Danach hatte ab der siebenten Meisterschaftsrunde Ana Milović die Funktion als Mannschaftskapitänin übernommen. Bis zum Ende der Meisterschaft, als der Hauptstadtverein abermals nur den zweiten Platz hinter dem Erzrivalen aus dem Norden Sloweniens, der mittlerweile in den Fußballbetrieb des NŠ Mura integriert worden war und fortan als ŽNK Mura in Erscheinung trat, belegte, hatte es die Angreiferin auf 51 Tore bei 19 Ligaeinsätzen gebracht. Hinzu kamen zwei Einsätze und ein Treffer im slowenischen Fußballpokal 2022/23, in dem sie mit dem Team im Finale ebenfalls dem ŽNK Mura unterlag.
Vom Sindikat profesionalnih igralcev nogometa Slovenije (SPINS), der Interessenvertretung slowenischer Profifußballspieler, wurde sie zum Abschluss der Saison 2022/23 zur besten Fußballspielerin der Saison gewählt. Die UEFA zählte sie 2023 zu den zehn vielversprechendsten jungen Fußballerinnen.
In der darauffolgenden Spielzeit 2023/24 hatte Milović bereits nach drei Spielrunden zwölf Tore erzielt und brachte es über den gesamten Saisonverlauf auf 28 Treffer bei zwölf Meisterschaftsspielen. Den Großteil der zweite Saisonhälfte war sie nicht zum Einsatz gekommen. Nach ihrer Teamkollegin Sara Makovec (35 Tore) hatte sie die zweitmeisten Treffer in dieser Saison erzielt. Hinter dem ŽNK Mura rangierte sie mit Olimpija Ljubljana im Endklassement abermals auf dem zweiten Tabellenrang und musste sich auch im slowenischen Fußballpokal 2023/24 im Halbfinale dem Klub aus Mura geschlagen geben. Im Vergleich zur vorangegangenen Saison hatte es Milović 2024/25 bereits zur Winterpause zu 35 erzielten Toren bei elf absolvierten Ligaspielen gebracht (Stand: 10. Dezember 2024). Im slowenischen Pokal 2024/25 schied sie mit ihrem Team bereits im ersten Spiel, dem Viertelfinale, gegen den ŽNK Mura aus.

## Nationalmannschaftskarriere

### U-15 / U-17 / U-19
Im Laufe ihrer Karriere absolvierte Milović zahlreiche Spiele für die diversen Nachwuchsnationalmannschaften Sloweniens und war unter anderem für die slowenischen U-15-, U-16-, U-17- und U-19-Nationalauswahlen im Einsatz. Mit der U-17-Mannschaft nahm sie unter anderem an der Qualifikation zur U-17-Europameisterschaft 2018 teil, scheiterte jedoch mit den Sloweninnen an einer Teilnahme bei der Endrunde. Mit der U-19-Auswahl absolvierte sie die Qualifikationen zur U-19-EM 2019 sowie zur U-19-EM 2020, scheiterte mit der Mannschaft jedoch an beiden und verpasste auch hier die jeweiligen Endrunden.

### A-Nationalmannschaft
Am 20. Oktober 2017 gab die damals 16-Jährige ihr Debüt in der A-Nationalmannschaft ihres Heimatlandes, als sie im Qualifikationsspiel zur Weltmeisterschaft 2019 gegen Tschechien von Beginn an zum Einsatz kam und ab der 89. Spielminute durch Katarina Gadnik ersetzt wurde. Auch beim 5:0-Erfolg über die Färöer im darauffolgenden Qualispiel einen Monat später war Milović von Beginn an im Einsatz. Danach fand sie rund ein Jahr keine Berücksichtigung mehr in der A-Nationalmannschaft, kam in dieser Zeit jedoch zu regelmäßigen Einsätzen in den slowenischen Nachwuchsnationalmannschaften.
Erst im November 2018 trat sie bei einem freundschaftlichen Länderspiel gegen Albanien wieder in der slowenischen A-Nationalmannschaft in Erscheinung; hierbei diesmal als Einwechselspielerin im Laufe der zweiten Halbzeit. Erst mit ihren wachsenden Erfolgen in der Saison 2018/19 – hierbei vor allem ab dem Frühjahr 2019 – kam sie ab Februar 2019 zu vermehrten Einsätzen im Nationalkader. So war sie etwa Ende Februar und Anfang März 2019 Teil des slowenischen Aufgebots, das unter Nationaltrainer Borut Jarc am Croatia Cup 2019, einem internationalen Turnier in Kroatien, teilnahm. Hierbei wurde sie in allen drei Länderspielen ihrer Mannschaft gegen Kroatien, die Ukraine und Serbien eingesetzt und gewann mit den Sloweninnen das Turnier nach einem 2:0-Finalsieg über die Serbinnen. Im Juni 2019 kam sie in einem Freundschaftsspiel gegen Montenegro zu einem rund 20-minütigen Einsatz, als sie in Minute 70 für Špela Kolbl auf den Rasen kam.
Nachdem sie in den ersten vier Gruppenspielen Sloweniens zwischen Ende August und Anfang Oktober 2019 noch keine Berücksichtigung gefunden hatte, wurde sie ab November 2019 in vier der restlichen sechs Spiele Sloweniens anlässlich der Qualifikation zur Europameisterschaft 2022 eingesetzt. Dabei gelang ihr am 10. März 2020 bei einem 3:0-Erfolg über den Kosovo in der 93. Spielminute ihr erster Treffer im Nationaltrikot ihres Heimatlandes. Im letzten Gruppenspiel gegen Estland am 23. Februar 2021 erzielte sie beim klaren 9:0-Kantersieg einen weiteren Treffer für Slowenien. Am Ende belegte sie mit den Sloweninnen den dritten Platz in der Gruppe A und scheiterte damit an einer Qualifikation zum Endturnier bzw. zur Play-off-Runde der Qualifikation, bei der die sechs Zweitplatzierten um die letzten drei Startplätze kämpften. Im Laufe des Jahres 2021 bestritt sie jeweils ein Freundschaftsspiel gegen die Slowakei (im April) und gegen Kroatien (im Juni), wobei die Sloweninnen beide Spiele klar für sich entscheiden konnten. Im September und Oktober 2021 absolvierte sie die ersten vier Qualifikationspartien zur WM 2023 (gegen Estland, Frankreich, Wales und Griechenland), wurde in den beiden November-Spielen gegen Estland und Griechenland nicht mit Einsätzen bedacht und kam danach erst wieder in den restlichen vier Qualifikationsspielen Sloweniens, die im April und im September 2021 ausgetragen wurden, zum Einsatz. Davor war sie unter anderem auch in einem Vorbereitungsspiel gegen Kroatien im Februar 2022 zu Spielminuten gekommen. Als Drittplatzierte der Gruppe I schafften es die slowenischen Frauen nicht, sich für die WM-Endrunde in Australien und Neuseeland zu qualifizieren.
Zum ersten Mal seit ihrem Bestehen nahmen die Sloweninnen im Jahr 2023 am Türkiye Kadınlar Kupası, einem internationalen Frauenfußballturnier in der Türkei, teil. Milović wurde beim Turnier, das im Februar 2023 in Alanya ausgetragen wurde, im zweiten Gruppenspiel gegen Sambia und im dritten gegen Südafrika eingesetzt; nur das Eröffnungsspiel gegen Usbekistan verfolgte sie von der Ersatzbank. Nachdem die Sloweninnen in allen drei Spielen ungeschlagen geblieben waren, wurden sie als Sieger der Gruppe A zusammen mit dem Sieger der Gruppe B, den Spielerinnen des Kosovo, als Turniersieger geehrt. Bei einem 1:1-Remis gegen Rumänien erzielte die Stürmerin im April 2023 bei ihrem 25. Länderspieleinsatz ihr drittes Tor im slowenischen Nationaldress. Nach einem freundschaftlichen Länderspiel gegen Serbien im Juli 2023 kam sie im nachfolgenden Oktober 2023 während der UEFA Women’s Nations League 2023/24 zu zwei weiteren Nationalteameinsätzen gegen Weißrussland, die beide in Unentschieden endeten. Als Drittplatzierte der Gruppe B4 scheiterten die Sloweninnen an einem Weiterkommen im Turnier. Danach dauerte es ein Jahr, ehe Milović erneut in der slowenischen Frauenfußballnationalmannschaft Berücksichtigung fand und im Oktober 2024 in den Play-offs der Qualifikation zur EM 2025 zu zwei wenig erfolgreichen Länderspielauftritten gegen Österreich kam.

## Erfolge
mit der Nationalmannschaft
- Istrien-Cup-Siegerin: 2019

mit dem ŽNK Radomlje
- Meister der Liga Deklice U15 Zahod: 2015/16
- Finalist des Slowenischen Fußballpokals der Frauen: 2017/18

mit dem ŽNK Olimpija Ljubljana
- Vizemeister der Slovenska Ženska Nogometna Liga: 2018/19, 2020/21, 2021/22, 2022/23 und 2023/24
- Sieger des Slowenischen Fußballpokals der Frauen: 2020/21 und 2021/22
- Finalist des Slowenischen Fußballpokals der Frauen: 2022/23

individuelle Erfolge
- Torschützenkönigin der Liga Deklice U15 Zahod: 2015/16 (21 Tore; zusammen mit Nina Sofia McQuarrie)
- Torschützenkönigin der Liga Deklice U17 Zahod: 2016/17 (41 Tore)
- Torschützenkönigin der Slovenska Ženska Nogometna Liga: 2019/20 (29 Tore), 2020/21 (32 Tore; zusammen mit Nina Kajzba und Kaja Korošec), 2021/22 (66 Tore) und 2022/23 (51 Tore)
- Wahl zur „Besten Fußballspielerin der Saison“ vom Sindikat profesionalnih igralcev nogometa Slovenije: 2022/23
- Rekordtorschützin des ŽNK Olimpija Ljubljana[1]: 276 Tore (Stand: 10. Dezember 2024)

## Abseits des Fußballs
Neben ihrer Fußballlaufbahn studierte Milović an der School of Economics and Business der Universität Ljubljana, an der sie im Sommer 2023 ihren Abschluss machte.